# Ungersk senapsmal
Ungersk senapsmal (Subeidophasia kovacsi) är en fjärilsart som beskrevs av Lancelot A. Gozmany 1952. I den svenska databasen Dyntaxa används istället namnet Rhigognostis kovacsi. Enligt Catalogue of Life ingår ungersk senapsmal i släktet Subeidophasia och familjen Senapsmalar, men enligt Dyntaxa är tillhörigheten istället släktet Rhigognostis och familjen Plutellidae. Arten har ej påträffats i Sverige; däremot en gång på Bornholm i Danmark, men i övrigt bara vid Balatonsjön i Ungern. Inga underarter finns listade i Catalogue of Life.